# Villa Langer

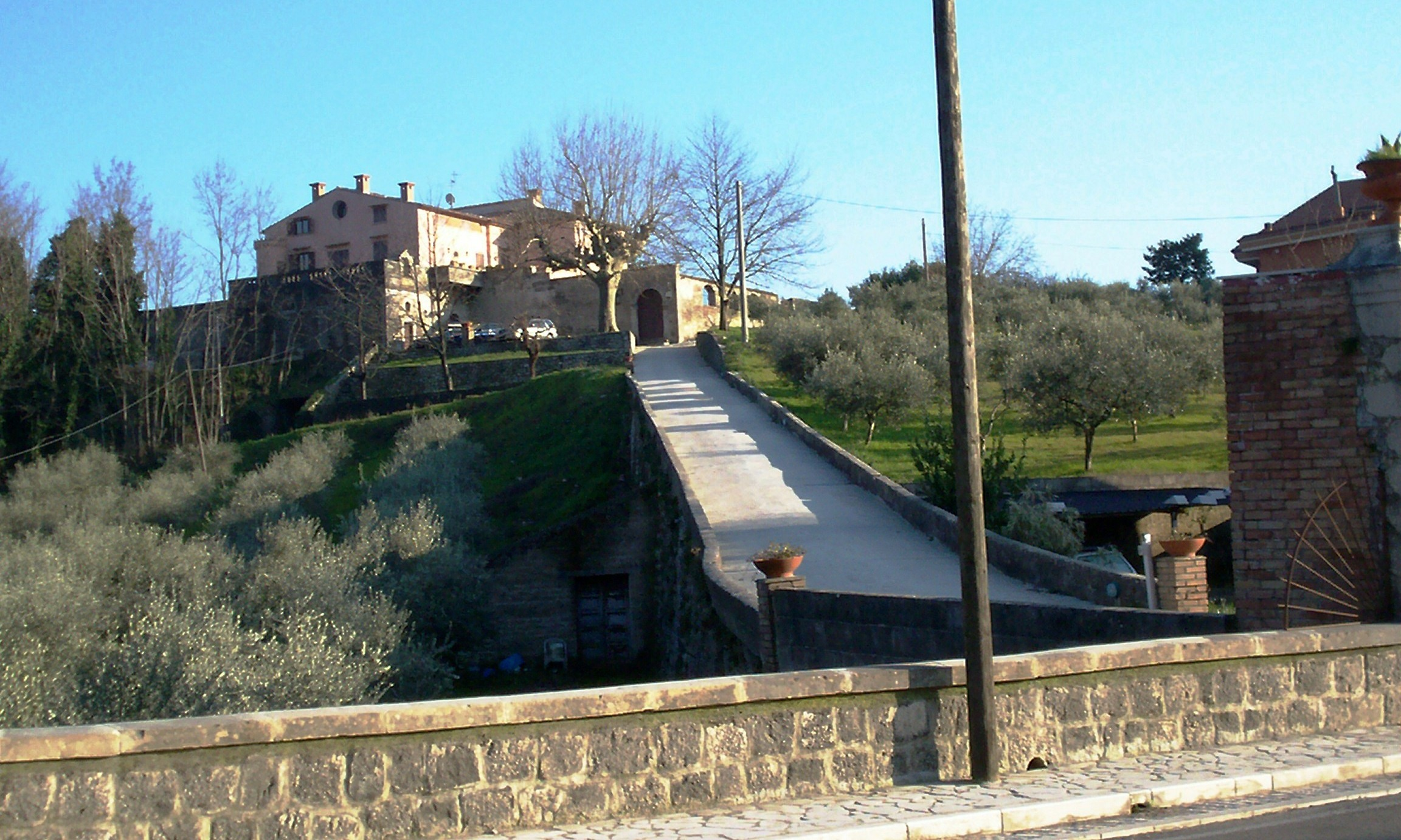
Villa Langer in Cerreto Sannita von der Provinzstraße aus

Die Villa Langer ist ein historisches Landhaus in Ponte di Corno, einem Ortsteil von Cerreto Sannita im italienischen Kampanien.

## Geschichte
Das Gebäude ließ Andrea Salvatore bauen, ein wohlhabender Wolltuchhändler und Pionier des Baus der Collegiata di San Martino im Zentrum der Gemeinde, das nach dem Erdbeben vom 5. Juni 1688 neu aufgebaut werden musste.
Salvatore kaufte 1741 das Gelände mit dem Ziel, dort dem Heiligen Apostel Andreas geweihte Kirche mit dem Anbau Masseria zu errichten. Bald wurde die Anlage in eine Villa Rustica umgebaut. Auf dem Architrav der Kapelle wurde folgende Inschrift angebracht:

„DIVO ANDREAE APOSTOLO SACELLUM HOC ANDREAS SALVADORE FUNDAVIT. A.D. MDCCXLI.“

„Andreas Salvadore gründete diese Kapelle für den göttlichen Apostel Andreas. Im Jahre des Herrn 1741“

Der Umbau zu einem Landhaus wurde 1752 durchgeführt, dem Jahr, in dem Salvatore seinen letzten Willen diktierte. Nach seinem Tod erbte sein Neffe, der Dichter Andrea Mazzarella, das Anwesen. Er verstarb dort 1823.
Das Gebäude und das umgebende Grundstück wurden 1845 an Don Michelangelo Grillo für 2500 Dukaten verkauft. Später erwarben nacheinander die Ungaros, die Langers und die Del Vecchios das Anwesen.